# Velódromo Teo Capriles
El Velódromo Teo Capriles es el nombre que recibe una instalación deportiva multipropósito localizada en la Avenida Intercomunal de Montalbán en el sector de El Paraíso en el Municipio Libertador en el Distrito Capital, al oeste del Área metropolitana de Caracas y al norte del país sudamericano de Venezuela.
Es usado habitualmente para la práctica de deportes como el Ciclismo o el patinaje y para actividades sociales y culturales diversas.
 Se encuentra cerca de la sede del Instituto Nacional de Deportes de Venezuela, del Cocodrilos Sport Park y el Polideportivo La Veguita y el conjunto residencial La Pradera, entre la Avenida Teherán y la calle San José. La Estación de metrobús Velódromo permite un fácil acceso al lugar.
Recibe su nombre en honor de Teo Capriles un destacado ciclista, atleta, músico, pintor y nadador caraqueño que falleció en 1982. En esta instalación se desarrollaron los eventos de Ciclismo de Ruta de los Juegos Panamericanos de 1983 y el Ciclismo de Pista y Patinaje de Velocidad de los Juegos Juveniles Nacionales de Venezuela en 2013.